# Alexander Ipatov
Alexander Ipatov (Leópolis, 16 de julho de 1993) é um grão mestre de xadrez e um dos jogadores de topo na Turquia.
Jogou na Equipa Nacional Turca nas Olimpíadas de Xadrez de 2012, 2014 e 2016. Desde outubro de 2016 está em 89.º lugar no ranking mundial e em 1º lugar na Turquia com classificação de 2660 no  Rating ELO.

## Primeiros anos
O Ipatov nasceu dia 16 de Julho de 1993 em Leópolis, Ucrânia. O pai dele ensinou-o a jogar xadrez quando tinha quatro anos de idade e a sua mãe levou-o ao clube local de xadrez quando completou seis. Lá, treinou durante quatro anos.

## Carreira de xadrez
Em março de 2003, Ipatov tornou-se vice campeão da Ucrânia sub-10. Isto tornou-o elegível para participação no Campeonato Mundial de Jovens de Xadrez sub-10, que aconteceu na Grécia. O Ipatov terminou em 11º lugar de um total de 133 jogadores.
Em 2007 acabou em segundo lugar no Campeonato Ucraniano sub-14, e assim foi qualificado para o Campeonato Mundial na Turquia sub-14. No qual ficou em 8º lugar, entrando assim para o top 10 pela primeira vez.
Em 2008 Ipatov ganhou 207 pontos de classificação ELO, tornou-se pela segunda vez vice-campeão da Ucrânia (sub-16 e sub-20) e foi premiado com títulos de Mestre Nacional e Mestre Internacional. De Janeiro de 2009 a Fevereiro de 2012 ele representou Espanha.
Em 2011 terminou em terceiro no Cappelle-la-Grande Open, onde 573 jogadores competiram, dos quais 85 eram grão-mestres.

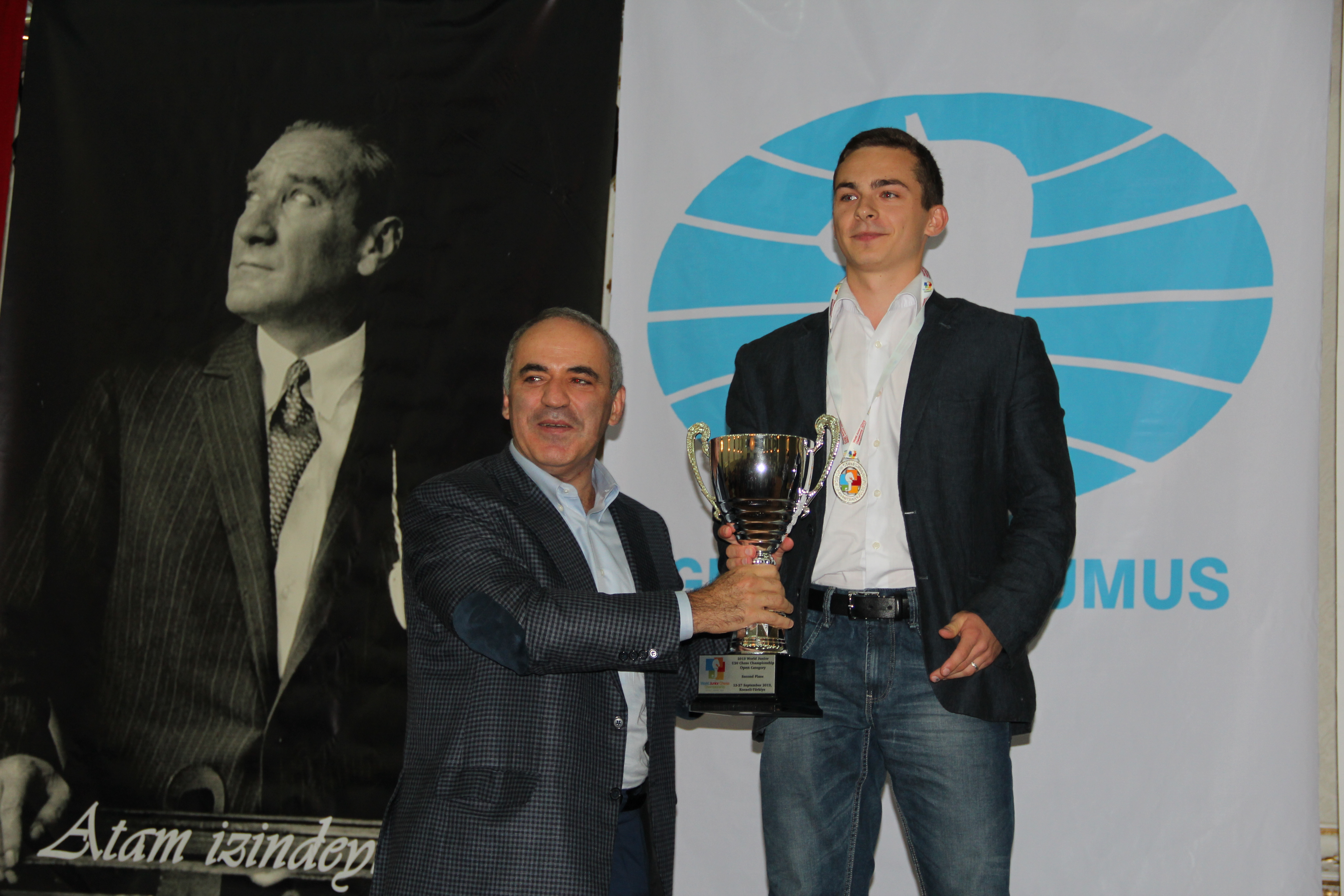
Garry Kasparov entrega a Alex Ipatov o seu prémio pelo CMJX 2013.

Desde Fevereiro de 2012, Alexander Ipatov tem representado a Federação Turca de Xadrez. Em Agosto de 2012, tornou-se o Campeão Mundial Júnior de Xadrez em Atenas ficando à frente de Ding Liren, Richárd Rapport, Yu Yangyi e Wei Yi. Esta conquista fez com que participasse na Taça Mundial FIDE de 2013. Acabou por ser eliminado na primeira ronda por Wesley So.
Em Fevereiro de 2013, ele ganhou a medalha de bronze no Campeonato Turco de Xadrez. Em Setembro de 2013 ganhou a medalha de prata no Campeonato Mundial Júnior de Xadrez em Kocaeli com 10,5 pontos de um total de 13, apenas meio ponto atrás do vencedor Yu Yangyi. Alexander Ipatov tornou-se campeão Turco em 2014 e 2015. Pontuou uns fenomenais 12,5 de 13, com 1,5 pontos de avanço do vice-campeão Dragan Solak.
Em Março de 2015, Alexander acabou em 7º no Campeonato Individual de Xadrez e qualificou-se para a Taça Mundial de 2015 em Baku. Na Taça Mundial FIDE de 2015 ele eliminou Ivan Cheparinov na primeira ronda, avançando assim para a segunda ronda, onde foi eliminado pelo Pavel Eljanov.
Nas Olimpíadas Mundiais de Xadrez de Baku, Setembro de 2016, Alexander Ipatov ajudou a equipa Turca a acabar com o resultado historicamente mais elevado, em 6º lugar, derrotando o grão-mestre georgiano Mikhail Mchedlishvili na última ronda quando a pontuação do encontro estava 1,5-1,5.

## Educação
Ipatov obteve o seu grau de licenciatura pela Universidade Nacional "Yaroslav the Wise Law Academy of Ukraine" em Kharkov em 2014. É fluente em Russo, Ucraniano, Espanhol, Inglês e Turco.

## Clubes de xadrez
Alexander Ipatov tem jogado em várias ligas internacionais ao longo da sua carreira, pelos seguintes clubes de xadrez:
- 2016 – Deniz Su Aquamatch Satranç Gençlik ve Spor Kulübü (Turquia)
- 2012 – Bois Colombes (França)
- 2012 – 2012 Niş (Sérvia)
- 2011 – 2015 İstanbul Teknik Üniversitesi Spor Kulübü (Turquia)
- 2011 – 2016 SK Turm Emsdetten (Alemanha)
- 2010 – 2014 Law Academy Chess Club (Ucrânia)
- 2007 – Club d’Escacs Barberà (Espanha)

## Jogos notáveis
- Ipatov vs Sergei Zhigalko, 27º Cappelle-la-Grande (2011), Queen's Indian Defense: Fianchetto. Nimzowitsch Variation Timman's Line
- Nils Grandelius versus Ipatov, Campeonato Mundial Júnior (2012), Indian Game: Anti-Nimzo-Indian (E10)
- Ipatov versus Sergey Volkov, Open de Moscovo (2010), Semi-Slav Defense: Anti-Noteboom. Stonewall Variation Portisch Gambit (D31)